# Пулвеськ-Дужи
Пулвеськ-Дужи (пол. Półwiesk Duży) — село в Польщі, у гміні Вомпельськ Рипінського повіту Куявсько-Поморського воєводства.
Населення — 67 осіб (2011).
У 1975-1998 роках село належало до Торунського воєводства.

## Демографія
Демографічна структура станом на 31 березня 2011 року:
|          | Загалом | Допрацездатний вік | Працездатний вік | Постпрацездатний вік |
| -------- | ------- | ------------------ | ---------------- | -------------------- |
| Чоловіки | 38      | 7                  | 27               | 4                    |
| Жінки    | 29      | 6                  | 18               | 5                    |
| Разом    | 67      | 13                 | 45               | 9                    |